# 부쿠레슈티 증권거래소
부쿠레슈티 증권거래소(BVB, 루마니아어: ursa de Valori București)는 루마니아 부쿠레슈티에 소재한 증권거래소이다. 1882년 12월 1일에 설립되었다.

## 같이 보기
- 루마니아의 경제